# Scaphyglottis bidentata
Scaphyglottis bidentata là một loài lan của châu Mỹ nhiệt đới, từ Costa Rica đến bắc Brasil. Đây là loài điển hình của chi Hexisea, nay được xếp vào chi Scaphyglottis. Trong một sự đảo ngược quy tắc phân loại thông thường, chi Scaphyglotts đảo lại Hexisea khi hai chi được kết hợp.

## Hình ảnh

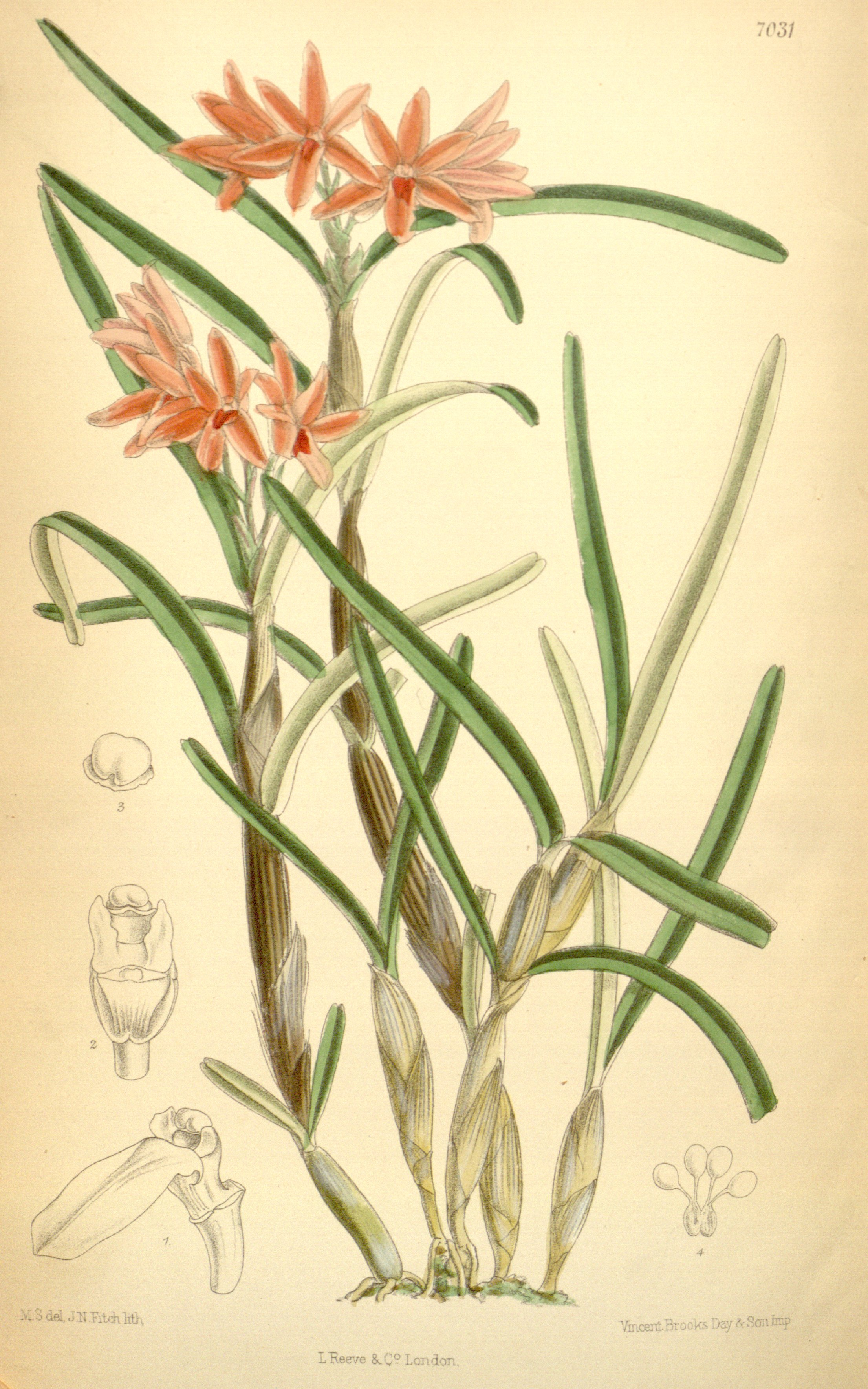